# Бухта Макарова
Бухта Макарова — бухта в Пясинском заливе Карского моря, расположенная в восточной части Берега Петра Чичагова Таймырского полуострова.
В Карское море в районе бухты впадает несколько рек, в том числе Домба, Макарова и Ловких. Вдоль берега расположено несколько зимовок.
В 1932—1936 гг. в устье реки существовало зимовье, построенное охотником-промысловиком А. Макаровым. По его фамилии называлось зимовье и река, а с конца 1930-х гг. и бухта.
В начале XX века бухта являлась центром рыболовных промыслов Таймыртреста.
В 1930 году в 3 км от зимовья Громадского потерпела аварию шхуна «Зверобой».
Во время раскопок русского зимовья в бухте Макарова археологи в сенях под глинобитной печью нашли шахматную доску XVII—XVIII веков — расчерченный на клетки острым предметом цельный кусок дерева.
В бухте Макарова зафиксирована каркасно-земляная постройка XIV века, орудия труда, в том числе из бивня мамонта. Обитатели поселения в бухте Макарова охотились на белых медведей, нерп и морских зайцев. На отвесной скале найдено древнее святилище, где приносили в жертву лапы и головы медведей, оленей, крылья птиц. Это самые восточные памятники западных культур, связанных с досамодийским населением, которые были распространены на Ямале и вдоль всего побережья Северного Ледовитого океана. Их связывают с легендарным народом сихиртя.